# بالغري
بالغري (بالبلغارية: Българи)‏ قرية تقع إدارياً ضمن Sevlievo ‏ في بلغاريا. تعتمد بالغري للبريد على الرمز البريدي 5441 وللاتصالات على رمز الاتصال الهاتفي المحلي 055059.